# Craniidae
Craniidae es una familia de braquiópodos comúnmente conocidos como conchas de lámpara. Aunque pertenece a una subdivisión llamada inarticulata que tiene conchas donde el contenido mineral consiste en fosfato de calcio, los cranidos tienen conchas que consisten en carbonato de calcio. Otras características especiales de esta familia es que no se desarrollan excrecencias que formen bisagra entre ambas valvas, ni existe soporte para el lofóforo. Como adultos, los cranidos vivían libres en el fondo del océano o, más comúnmente, estaban unidos a un objeto duro con toda o parte de la válvula ventral. Se supone que todos los demás braquiópodos tienen un tallo o pedículo, al menos en la adolescencia, pero en los cranidos no se conoce un pedículo en ninguna etapa de desarrollo.
Son los únicos miembros del orden Craniida y el suborden monotípico Craniiformea y la superfamilia Cranioidea; en consecuencia, los dos últimos taxones actualmente son redundantes y no se usan con mucha frecuencia. Valdiviathyris y Neoancistrocrania a veces se separaron en una familia Valdiviathyrididae, pero esto resultó ser injusto.
La mayoría de los cranidos son formas extintas desde hace mucho tiempo conocidas solo a partir de fósiles como todos los demás Craniiformea. Sin embargo, hoy sobreviven unas 20 especies de este linaje de hace 470 millones de años. Incluyen Valdiviathyris quenstedti, que se ha mantenido esencialmente sin cambios durante los últimos 35 millones de años aproximadamente. Aunque obviamente habría tenido lugar una evolución mínima mientras tanto, se trataba esencialmente de mutaciones silenciosas y adaptaciones marginales a un hábitat más frío. Los Valdiviathyris actuales son prácticamente indistinguibles de los del Eoceno tardío y del género ni siquiera se puede dividir en cronoespecies. Así, Valdiviathyris quenstedti es un verdadero fósil viviente y una de las especies más antiguas y longevas conocidas por la ciencia.

## Taxonomía
Incluye los siguientes géneros existentes y extintos:
- Crania Retzius, 1781
- Craniscus Dall, 1871
- †Conocrania Smirnova, 1996
- Danocrania Rozenkrantz, 1964
- Isocrania Jäkel, 1902
- †Lepidocrania Cooper and Grant, 1974
- †Nematocrania Grant, 1976
- Neoancistrocrania Laurin, 1992
- Novocrania Lee and Bruton, 2001
- †Orthisocrania Rowell, 1963
- †Petrocrania Raymond, 1911
- †Philhedra Koken, 1889
- †Pseudocrania McCoy, 1851
- Valdiviathyris Helmcke, 1940